# سفارت یونان در لندن
سفارت یونان در لندن (به انگلیسی: Embassy of Greece) یک سفارت در بریتانیا است که در لندن واقع شده‌است.